# Luzhou (Neu-Taipeh)
Luzhou (chinesisch 蘆洲區, Pinyin Lúzhōu Qū, Pe̍h-ōe-jī Lô•-chiu) ist ein Bezirk der Stadt Neu-Taipeh im Norden Taiwans, Republik China. Mit einer Fläche von etwa 7,4 km² ist es der zweitkleinste Bezirk der Stadt, gleichzeitig ist das dicht bebaute Luzhou der Bezirk mit der zweithöchsten Bevölkerungsdichte Neu-Taipehs.

## Lage

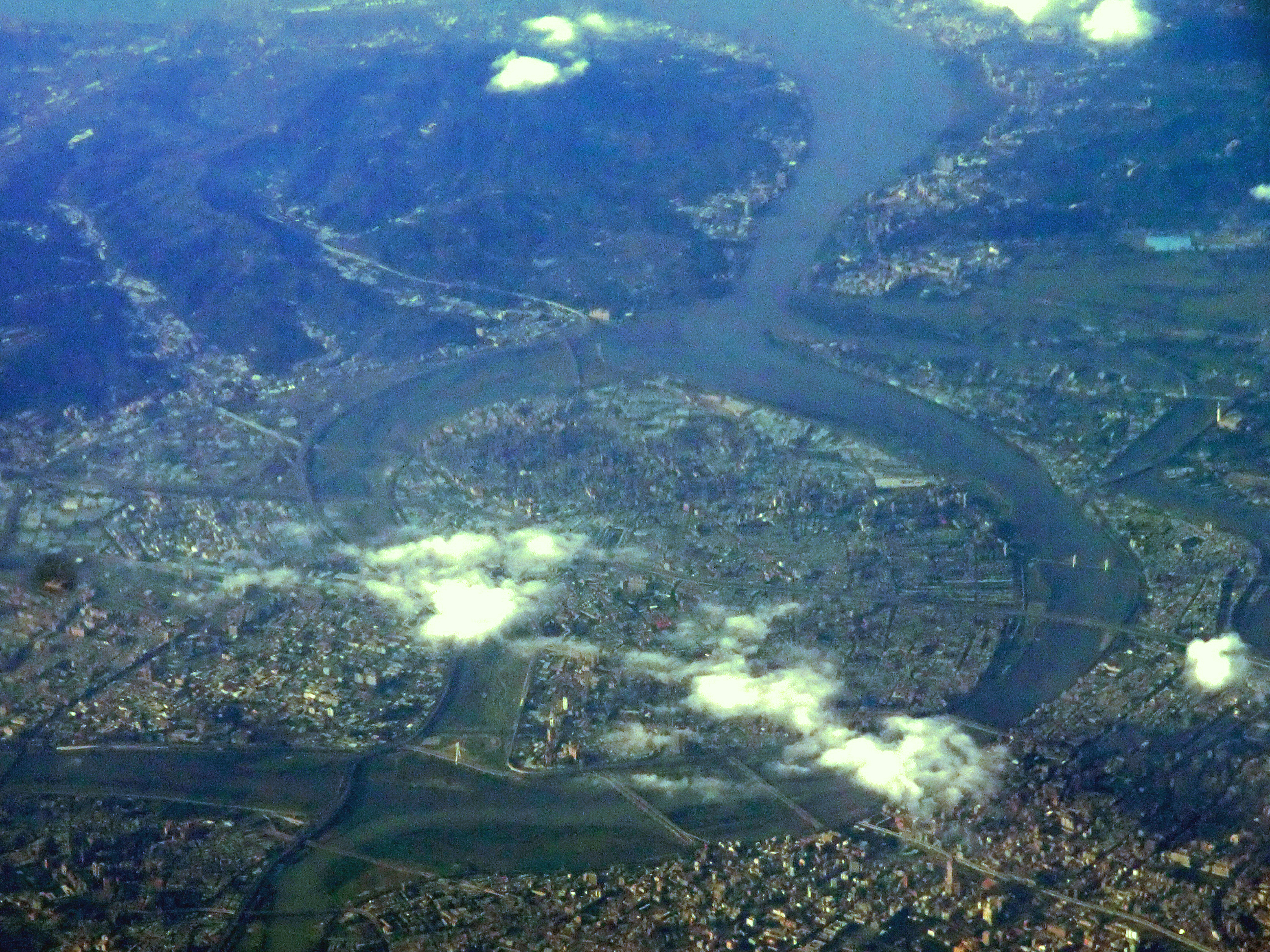
Luzhou und Sanchong aus der Vogelperspektive

Luzhou ist ein zentral gelegener Bezirk am Ufer des Tamsui-Flusses. Er wird im Westen und Süden von den Nachbarbezirken Wugu und Sanchong sowie im Norden und Osten vom jenseits des Flusses gelegenen Bezirk Shilin der Stadt Taipeh begrenzt. Aufgrund ihrer tiefen Lage am Flussufer wurden Luzhou und sein Nachbarbezirk Sanchong in der Vergangenheit, vor allem bei Taifunen, regelmäßig von Überschwemmungen heimgesucht, eine Situation, die sich nach Anlegung eines Hochwasserentlastungskanals am westlichen Rand der Bezirke im Jahr 1984 erheblich verbessert hat. Seit der Fertigstellung des Kanals liegen die Bezirke Luzhou und Sanchong nunmehr auf einer durch diesen und den Tamsui-Fluss umschlossenen „Insel“.
Luzhou ist an das Taipeher U-Bahn-Netz angebunden.

## Geschichte und Sehenswürdigkeiten
Aufgrund der Ablagerungen infolge regelmäßiger Überschwemmungen durch den Tamsui-Fluss entstand fruchtbarer, für den Ackerbau geeigneter Boden. Nach der Urbarmachung des Gebiets durch chinesische Siedler im 18. und 19. Jahrhundert war Luzhou daher lange Zeit ländlich geprägt. Mit der Wandlung Taipehs zu einer Großstadt und der einsetzenden Industrialisierung Taiwans während der japanischen Herrschaft änderte sich auch der Charakter des angrenzenden Luzhous. Fabriken, Bürogebäude und mehrstöckige Wohnhäuser entstanden, zudem wurde Luzhou mehr und mehr zu einer von Pendlern bewohnten Trabantensiedlung der Hauptstadt Taipeh. Ende des 20. Jahrhunderts war die Bevölkerung derart angewachsen, dass Luzhou den Status einer Stadt innerhalb des Landkreises Taipeh erhielt. 2010 wurde der Ort in einen Bezirk der aus dem Landkreis Taipeh hervorgegangenen Stadt Neu-Taipeh umgewandelt.

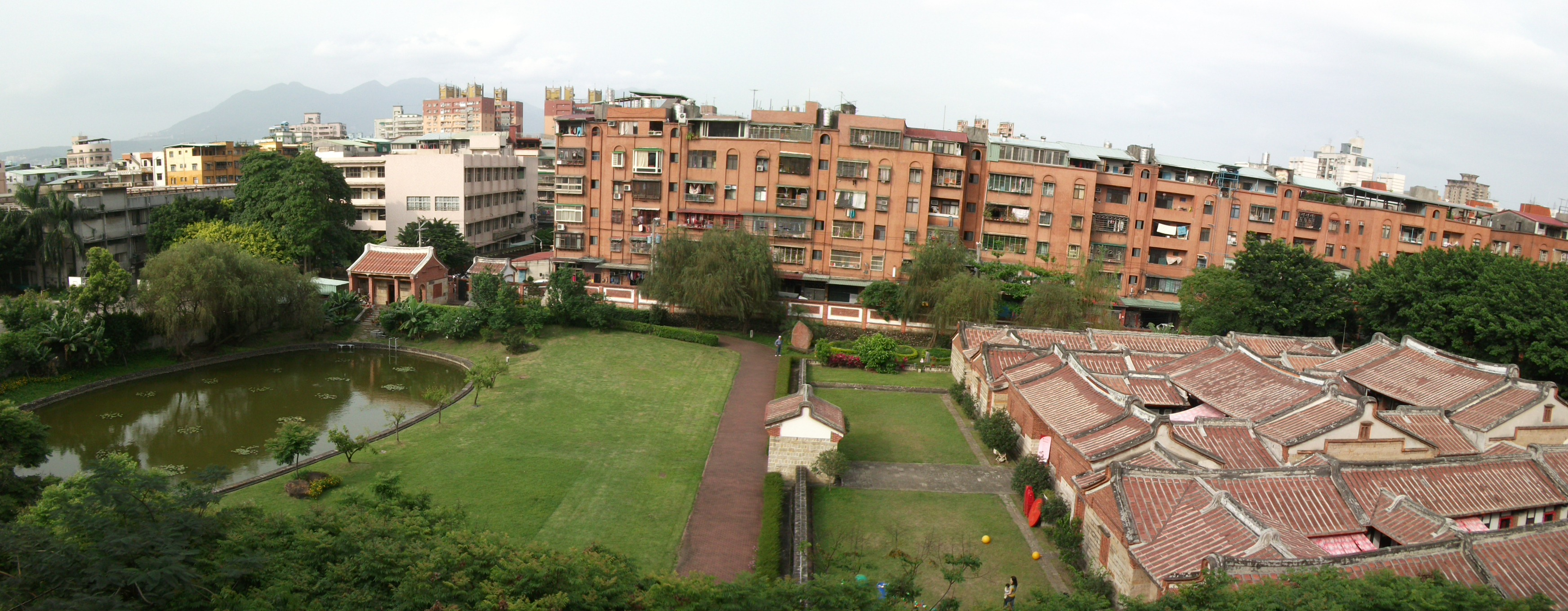
Das Anwesen der Familie Li (rechte Bildhälfte)

Zu den Sehenswürdigkeiten Luzhous zählt neben einigen buddhistischen und daoistischen Tempeln aus dem 19. Jahrhundert vor allem das 1903 im traditionellen chinesischen Stil errichtete Anwesen der Familie Li, das heute unter Denkmalschutz steht und der Öffentlichkeit zur Besichtigung zugänglich ist.